# Portal (langage)
Pour les articles homonymes, voir Portal.
Portal est un langage de programmation créé par R. Schild et H. Lienard du Laboratoire de recherche  de LGZ Landis & Gyr à Zoug  en 1978, spécialisé pour la programmation temps réel et la programmation concurrente.
Dérivé de Pascal, destiné notamment à la commande numérique, il est plus physique que Modula 2. 
- Il adopte en matière d'entrée/sortie la politique suivie par le PDP11, certains processeurs Motorola et le langage APL : les entrées-sorties se ramènent à des affectations, dès qu'on a associé à chaque port nécessaire une variable de même adresse.
- Définir une procédure la crée comme type, dont les instanciations seront des tâches.
- Enfin, Portal propose des moniteurs, ou tâches périodiques.